# Fjällbacka flygfält
Fjällbacka flygfält är belägen strax utanför Fjällbacka och invigdes 1987. 

## Historik
Fjällbacka flygfält påbörjades att anläggas 1986 och på våren 1987 landade det första flygplanet på gräsfältet. 